# Press to Play
Press to Play är ett album från 1986 av den brittiske popartisten Paul McCartney.
I mångt och mycket är Press to Play ett samarbete mellan Paul McCartney och Eric Stewart från 10cc, som deltagit vid inspelningarna av både Tug of War och Pipes of Peace. Flertalet av låtarna är skrivna gemensamt, och Stewart spelar på samtliga låtar. 
Dessutom finns andra kända artister som Pete Townshend, Phil Collins och David Bowie-gitarristen Carlos Alomar med på skivan.
Press to Play är förmodligen den McCartney-skiva som mest präglats av sin samtids musik. Den innehåller många 1980-talssynthar och produktionen är glänsande, på samma sätt som många new wave- och synthpop-skivor var vid denna tid.
Den första singeln från skivan var "Press" med "It's Not True" och "Hanglide" som B-sidor. Därefter följde "Pretty Little Head" med B-sidorna "Write Away" och "Angry". Sista singel blev "Only Love Remains" med "Tough on a Tightrope" och "Talk More Talk". Dessutom släpptes "Spies Like Us", inspelad under sessionerna, som singel året innan med "My Carnival" (en gammal Wings-låt) som B-sida.

## Låtlista
Alla låtar skrivna av McCartney om inget annat anges 
1. "Stranglehold" - (McCartney/Stewart)
2. "Good Times Coming/Feel the Sun" 
  - En tidig version av Feel the Sun, innan låten kortades ner och sattes ihop i ett medley med Good Times Coming, går att hitta på bootlegs.
3. "Talk More Talk"
  - De underliga rösterna görs av bland andra Paul McCartney, Linda och sonen James.
4. "Footprints" - (McCartney/Stewart)
5. "Only Love Remains"
6. "Press"
7. "Pretty Little Head" - (McCartney/Stewart)
8. "Move Over Busker" - (McCartney/Stewart)
9. "Angry" - (McCartney/Stewart)
  - Pete Townshend spelar gitarr och Phil Collins trummor.
10. "However Absurd" - (McCartney/Stewart)
11. "Write Away" - (McCartney/Stewart)
  - Är med på CD:n, men ej på LP:n.
12. "It's Not True"
  - Är med på CD:n, men ej på LP:n.
13. "Tough on a Tightrope" - (McCartney/Stewart)
  - Är med på CD:n, men ej på LP:n.

Senare versioner på CD har lagt till bonuslåtar.